# Георгий Дука
Георгий Дука (молд. Георге Дука; греч. Γεώργιος Δούκας; ум. 1685) — господарь Молдавского княжества с 11 сентября 1665 по 21 мая 1666 года, с 8 ноября 1668 по 10 августа 1672 года и с 28 ноября 1678 по 25 декабря 1683 года; господарь Валахии с ноября-декабря 1674 по ноябрь 1678 годы. Турки назначили его гетманом Украины в 1681—1684 годах.

## Биография
По происхождению — грек из рода Дук, вырос в доме молдавского господаря Василия Лупу.
Впервые стал господарём Молдовы после смерти Еустратие Дабижи в сентябре 1665 года. В 1668 году, после правления Александра Ильяша, с большими трудностями возвращает себе трон. Дука задолжал много денег, чтобы купить второе господарство, и обложил страну непомерными налогами. В октябре 1671 года началось восстание Михалчи Хынку, подавленное в 1672 году с помощью турок и татар. В том же году Дука был смещён, а на молдавском престоле сменилось несколько господарей, пока он снова не захватил власть в 1678 году.
По русско-турецкому миру 1681 году, Георгию Дуке был присвоен титул гетмана Украины. В апреле 1683 года по поручению турок отправляется в Вену, а молдавское боярство в это время устроило заговор и провозгласило господарём Стефана Петричейку. Дука был схвачен по возвращении в Молдову 25 декабря 1683 года и отправлен в Польшу, где он и скончался в заточении в 1685 году.

### Семья
Дука был женат на Анастасии, дочери Дафины, жены молдавского господаря Еустатие Дабижи (1661—1665). Его сыном был Константин Дука, господарь Молдовы (1693—1695, 1700—1703).

## Память

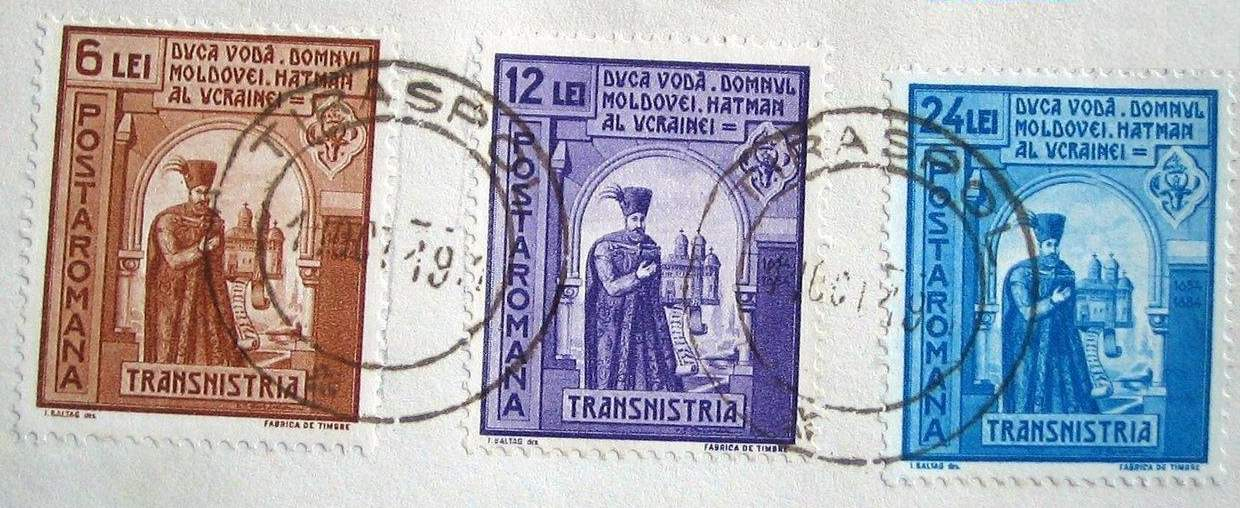
Почтовые марки с изображением Георгия Дуки

- По его поручению была возведена церковь Четэцуя (Cetăţuia).
- В его честь были выпущены почтовые марки Румынии 1943 года и Молдовы 1999 года.